# Geneviève Brouillette
Pour les articles homonymes, voir Brouillette.
Geneviève Brouillette (née le 23 août 1969 à Saint-Hyacinthe) est une actrice québécoise.

## Biographie
Geneviève Brouillette termine sa formation en théâtre au Cégep de Saint-Hyacinthe en 1989. C'est surtout au cinéma et à la télévision que l'on a pu apprécier son talent. 
Au petit écran, Geneviève Brouillette a incarné plusieurs personnages dont celui du mannequin Clara dans la télésérie Diva et celui de Geneviève dans Un gars, une fille, un personnage très libertin que Sylvie aimait tant haïr! 
Au cinéma, le rôle de la prostituée Gabrielle Angers dans le thriller québécois Liste noire de Jean-Marc Vallée a marqué sa carrière. Elle a également interprété Florence dans Nuit de noces, comédie d'Émile Gaudreault et succès au box-office de l'été 2000 dans lequel elle formait avec François Morency un couple de jeunes mariés. On l'a vue en 2003 aux côtés de Philippe Noiret dans le film Père et Fils signé Michel Boujenah, dans Les États-Unis d'Albert d'André Forcier, puis dans le rôle de Madame la Consule dans le bouleversant Un dimanche à Kigali. 
Geneviève Brouillette a par ailleurs reçu le prix Gémeaux de la Meilleure interprétation rôle de soutien féminin (téléroman, comédie) en 2003 pour sa performance dans Rumeurs et a été en nomination pour ce même rôle en 2005.

## Filmographie

### Cinéma
- 1995 : Liste noire de Jean-Marc Vallée : Gabrielle Angers
- 1998 : You Can Thank Me Later (en) de Shimon Dotan : infirmière
- 1998 : La Comtesse de Bâton Rouge d'André Forcier : Paula Paul de Nerval
- 2001 : Nuit de noces d'Émile Gaudreault : Florence
- 2003 : Père et Fils de Michel Boujenah : Hélène
- 2005 : Les États-Unis d'Albert d'André Forcier : Gladys
- 2006 : Un dimanche à Kigali de Robert Favreau : la consule
- 2009 :  Coraline de Henry Selick : Mel Jones (voix)
- 2010 : Frisson des collines de Richard Roy : Céline
- 2011 : Funkytownde Daniel Roby : Mimi
- 2012 : L'Affaire Dumont de Podz : Nathalie Duperron-Roy

### Télévision
2009: Sam Chicotte: Julie, la mère d'Alice 
- 1991 : Entre chien et loup : Sarah Bellerive
- 1993 : Blanche : Marie-Ange
- 1995 : 4 et demi… : Daphné Saint-Amour
- 1996 : Jasmine : Antonia Valiquette
- 1996 : Urgence : Beatrice
- 1998-2003 : Un gars, une fille : Geneviève
- 1997 : Diva : Clara Baly
- 2001-2002 : Le Monde de Charlotte : Marcia
- 2002-2008 : Rumeurs : Hélène Charbonneau
- 2005 : Miss Météo
- 2009 : La Promesse : Josiane
- 2009 : Toute la vérité : Lisanne
- 2010-2012 : Mauvais Karma : Mélissa
- 2012 : Apparences : Nathalie Bérubé
- 2014 : Subito texto : Viviane Anger
- 2015 : O' : Pascale Johnson
- 2017 : Ruptures : Anne
- 2017 : District 31 : Gabrielle Simard, lieutenant-détective (dès la saison 3)
- 2019 : 5e rang (série télévisée) : Mireille Carpentier

## Distinctions
- 2003 : Prix Gémeaux du meilleur rôle de soutien féminin
- 2005 : nomination pour le Prix Gémeaux du meilleur rôle de soutien féminin
- 2006 : nomination aux Gémeaux Meilleure interprétation premier rôle féminin
- 2006 : nomination Prix Artis Meilleur rôle féminin: téléromans québécois – Rumeurs
- 2007 : nomination Prix Artis Rôle féminin: téléromans québécois
- 2011 : nomination pour le Prix Gémeaux du meilleur rôle de soutien féminin
- 2012 : nomination pour le Prix Gémeaux du meilleur rôle de soutien féminin
- 2012 : nomination Prix Artis Rôle féminin: téléséries québécoises
- 2013 : Prix Gémeaux du meilleur rôle de soutien féminin